# Charles P. Graham

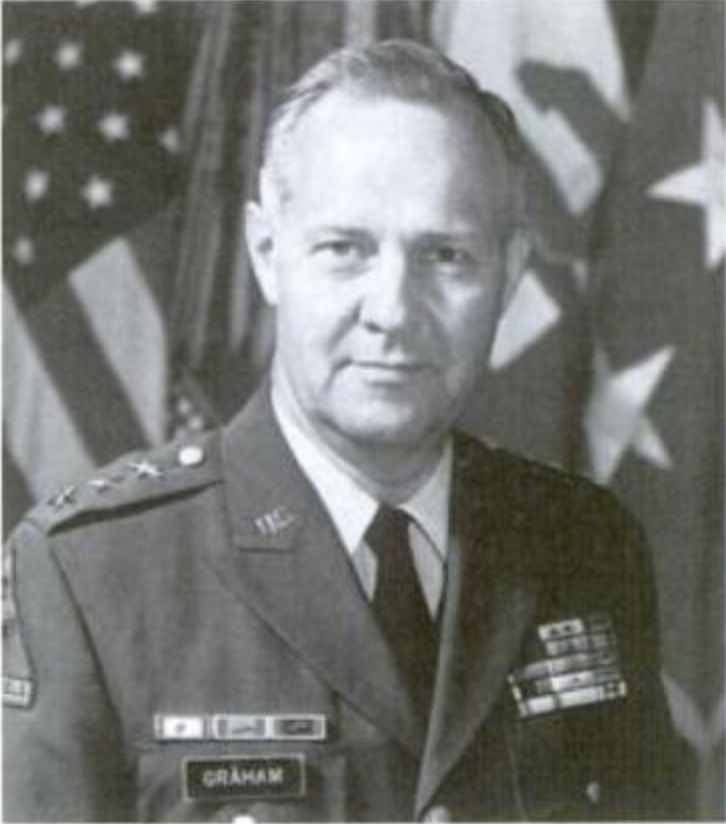
Generalleutnant Charles P. Graham

Charles „Chuck“ Passmore Graham (* 19. Dezember 1927 in Seward, Alaska; † 11. Februar 2021 in Texas) war ein US-amerikanischer Offizier der US Army, der unter anderem als Generalleutnant von 1983 bis 1985 Kommandeur der Zweiten US-Armee (Second US Army) war.

## Leben

### Offiziersausbildung, Studien und Vietnamkrieg
Charles „Chuck“ Passmore Graham war das älteste von drei Kindern des methodistischen Geistlichen Reverend Thomas Philip Graham (1867–1946) und dessen zweiter Ehefrau Lynnie Ethel Passmore Graham (1892–1973). Aus der ersten Ehe seines Vaters mit Mary Lou Green Graham (1871–1923) waren bereits vier ältere Halbgeschwister hervorgegangen. Er begann nach dem Schulabschluss eine Offiziersausbildung sowie ein Studium der Ingenieurwissenschaften an der US Military Academy in West Point, die er 1950 mit einem Bachelor of Science (B.S. Engineering) abschloss. Im Anschluss wurde er als Leutnant (Second Lieutenant) in die US Army übernommen und fand verschiedene Verwendungen als Offizier. Er besuchte einen Lehrgang für Kompaniechefs an der Panzerschule (Armor School) sowie einen Offizierslehrgang beim US Marine Corps. Ein postgraduales Studium im Fach Maschinenbau an der University of Michigan schloss er 1957 mit einem Master of Science (M.S. Mechanical Engineering) ab. Nach anderen Verwendungen und dem Besuch des das Command and General Staff College (CGSC) in Fort Leavenworth war er während des Vietnamkrieges Operations-Stabsoffizier im Stab der I. Bodentruppe I FFV (I. Field Force, Vietnam) des Militärischen Unterstützungskommandos MACV (Military Assistance Command, Vietnam) und war danach zwischen 1967 und 1968 Kommandeur einer Gepanzerten Schwadron der 1. Kavalleriedivision (1st Cavalry Division), der sogenannten „First Team“. Für seine Verdienste in dieser Verwendung wurde er erstmals mit einem Legion of Merit ausgezeichnet.
Nach seiner Rückkehr war Graham von 1968 bis 1969 zunächst Analyst von militärischen Operationen sowie zuletzt Chef-Referent für Systemressourcen im Referat für Planungsanalysen im Büro des Assistierenden Vize-Chefs des Heeresstabes (Assistant Vice Chief of Staff of the Army) und erhielt für seine dortigen Verdienste abermals den Legion of Merit. Er fungierte daraufhin zwischen 1969 und 1971 erst als Verwaltungsstabsoffizier (Executive Officer) des Oberkommandierenden der US-Landstreitkräfte in Europa (US Army Europa), Generalleutnant James H. Polk, sowie daraufhin von 1971 bis 1973 Kommandeur (Commanding Officer) des 2. Gepanzerten Kavallerieregiments (2nd Cavalry Regiment) und wurde für die dortigen Verdienste zum dritten Mal mit einem Legion of Merit geehrt.

### Aufstieg zum Generalleutnant
„Chuck“ Graham, der auch Absolvent des US Army War College (USAWC) in Carlisle war, fungierte nach seiner Rückkehr in die USA als Chef-Referent für Bereitschaft und Programme sowie als Leiter des Referats Programme und Strukturen der Streitkräfte im Büro des stellvertretenden Chef des Stabes für Operationen und Planungen (Deputy Chief of Staff for Operations and Plans). Als Nachfolger von Generalmajor George Patton IV übernahm er am 3. November 1977 den Posten als Kommandeur der 2. Panzerdivision (2nd Armored Division), der sogenannten „Hell on Wheels“, und verblieb auf diesem Posten bis zum 6. Februar 1980, woraufhin Generalmajor Richard L. Prillaman seine Nachfolge antrat. Er war danach stellvertretender Chef des Stabes für Operationen (Deputy Chief of Staff for Operations) sowie Chef des Stabes des Streitkräftekommandos FORSCOM (US Army Forces Command). 
Zuletzt wurde Graham als Generalleutnant im Juni 1983 Kommandeur der wieder aktivierten Zweiten US-Armee (Commanding General, Second US Army) und bekleidete diesen Posten bis zu seinem Ausscheiden aus dem aktiven Militärdienst im Juni 1985, woraufhin Generalleutnant Johnny J. Johnston seine Nachfolge antrat. Für seine Verdienste in dieser Zeit wurde er mit der Army Distinguished Service Medal geehrt.
Aus seiner 1954 geschlossenen Ehe mit Alice Ann Chandler Graham (1931–2017) gingen die Tochter Susan sowie die Söhne Edwin und Richard Graham hervor. Nach seinem Tode wurde er auf dem Fort Sam Houston National Cemetery in San Antonio beigesetzt.

## Auszeichnungen
Auswahl der Auszeichnungen, sortiert in Anlehnung der Order of Precedence of Military Awards:
- Army Distinguished Service Medal
- Legion of Merit (3×)